# Gekkan Shōnen Sirius
Gekkan Shōnen Sirius (jap. 月刊少年シリウス Gekkan Shōnen Shiriusu) – japoński miesięcznik z mangami shōnen, wydawany nakładem wydawnictwa Kōdansha od 26 maja 2005. Wydawany jest w formacie B5 i kosztuje 580 jenów. Magazyn publikuje również mangę za pośrednictwem swojego konta na Twitterze o nazwie Twi Siri.

## Wybrane serie
Opracowano na podstawie źródła.
- Atak Tytanów: Before the Fall

- Dekiru neko wa kyō mo yūutsu
- Hataraku saibō
- Magatsuki
- Odrodzony jako galareta
- Shōkoku no Altair
- The Ride-On King
- Versus
- Yozakura Quartet